# Juul Vrijdag
Juul Vrijdag, née le 28 juillet 1956 aux Pays-Bas,, est une actrice néerlandaise.

## Filmographie

### Cinéma et téléfilms
- 1995 : Hoogste tijd : Miss Wijdenes
- 1995 : Aletta Jacobs: Het hoogste streven (nl) : La femme élective
- 1997 : Bed & breakfast : Tilly
- 1997 : Arends (nl) : Mme Klinger
- 1998 : Zeeuws meisje (nl) : Graziëlla Horks
- 1998 : Otje (nl) : La pénalité d'Amiral
- 1998 : fl 19,99 (nl) : Marie 'n Bougy-de Jong
- 1998 : Baantjer : Janneke van Pol
- 1999 : De zeven deugden : Hermien
- 1999 : Soekarno Blues (nl) : La Reine Juliana
- 2000 : Wildschut & De Vries (nl) : Gerrie de Vries
- 2000-2004 : Wet & Waan (nl) : La juge Balm
- 2002 : Russen (nl) : Astrid Jansen
- 2003 : Verder dan de maan : La femme sur la mobylette
- 2003 : De passievrucht (nl) : La sœur
- 2004 : Drijfzand (nl) : L'infirmière
- 2005 : De Afdeling (nl) : Mme Broekhuizen
- 2005 : Enneagram : Karina Polski
- 2006 : Boks (nl) : Mme Maasberg
- 2007 : Alles is liefde : La réceptionniste
- 2007 : De Daltons, de jongensjaren (nl) : Tante Lydia
- 2008 : Koest (nl) : La mère
- 2008 : Spoorloos verdwenen (nl) : Louise Jansen
- 2008 : Klein Holland (nl) : Rietje van der Horst
- 2009 : Kikkerdril (nl) : La grand-mère
- 2009 : Sorry Minister (nl) : Juul Weideloper
- 2010 : Verborgen gebreken (nl) : Mme de Leeuw
- 2010 : S1NGLE (nl) : La professeur de natation
- 2010 : Docklands : Mme de Bie
- 2011 : De uitvinders en het zonnewiel : La Diseuse de bonne aventure
- 2011 : Van God Los (nl) : La mère de Nadia
- 2011 : De bende van Oss : Mien Biemans
- 2011 : New Kids Nitro (nl) : Corrie Batsbak
- 2012 : Moeder, ik wil bij de Revue (nl) : La mère de Arnold
- 2013 : Danni Lowinski (nl) : Jannie
- 2013 : Dokter Tinus : La gardienne
- 2013 : Camouflage : La femme
- 2014 : Kankerlijers (nl) : La sœur de Ruth
- 2014 : Oorlogsgeheimen (nl) : Mme Witteman
- 2014 : Wonderbroeders (nl) : La mère du gardon malade
- 2014 : Nieuwe buren (nl) : Kelly Weij
- 2015 : Moordvrouw : Hanna van Delden
- 2015 : Flikken Maastricht : Mme Thissen
- 2015 : Kasper en de kerstengelen : Mme Zwart
- 2015-2017 : Vechtershart (nl) : Deux rôles (Cora Roest et Geertje Kerkhof)
- 2016 : Adios amigos : Mieke
- 2016 : Fataal (nl) : La procureur de la république
- 2016 : The Bridge to Liberation (nl) : La mère de Antje
- 2017 : B.A.B.S. (nl) : Nel
- 2018 : Dokter Deen (nl) : La mère de Teun